# Marcelino Ramos
Marcelino Ramos es un municipio brasileño del estado de Rio Grande do Sul.
Su población es de 5.134 habitantes, según el censo del año 2010. Ocupa una superficie de 229,6 km².

## Historia
La historia de Marcelino Ramos tuvo inicio con la construcción de las vías de ferrocarril que comunicaban São Paulo con Río Grande, cuando la ciudad tuvo un fuerte crecimiento, transformándose en el punto de salida de la producción riograndense y atrayendo a muchos inmigrantes. Esta etapa duró hasta la década de 1900, cuando la construcción de otras vías férreas y la caída del uso de los trenes en Brasil, hizo que la economía de la ciudad no se mantuviera pujante, perdiendo muchas inversiones en la industria, el comercio y los servicios.

## Geografía

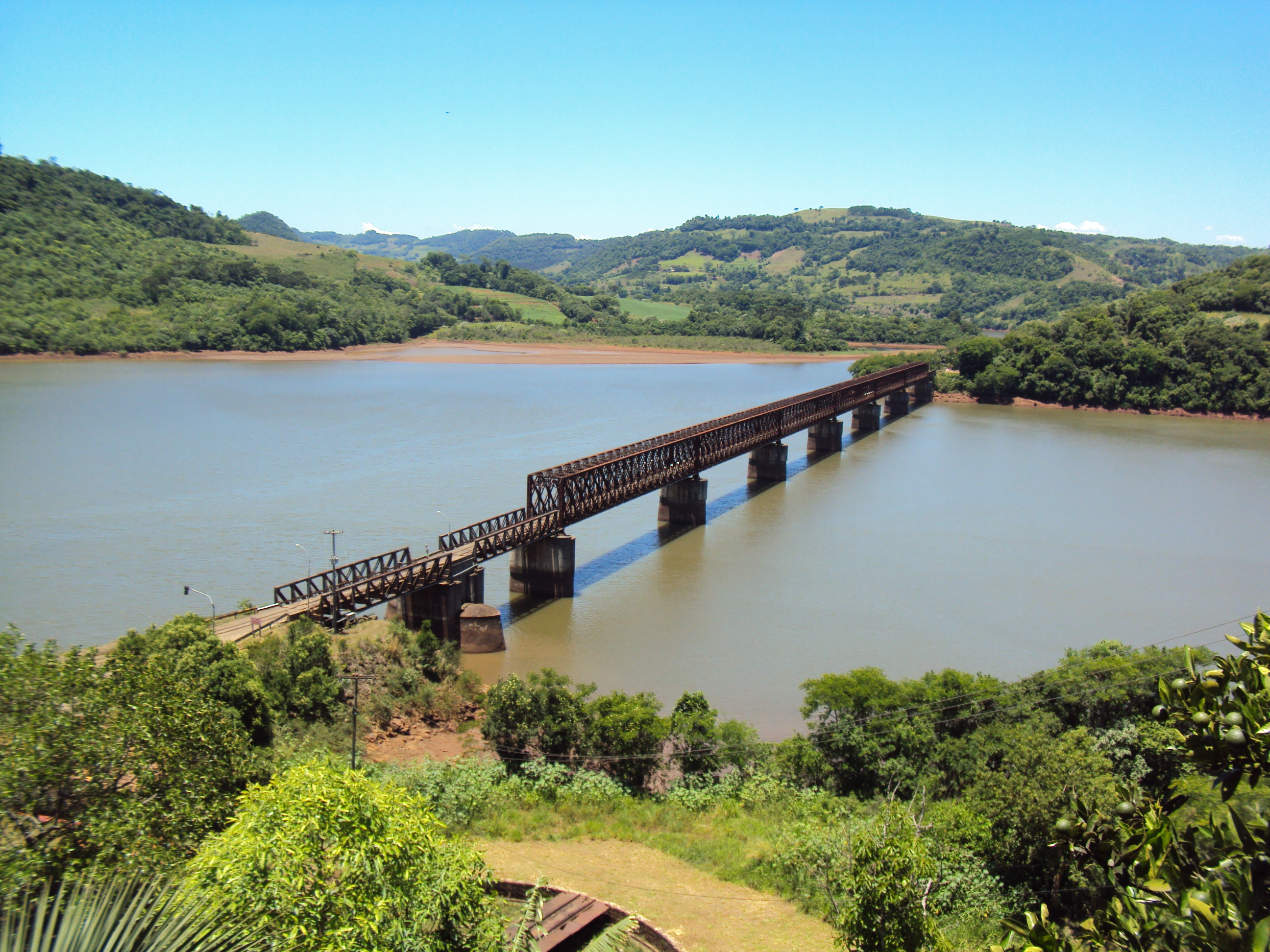
Confluencia de los ríos Uruguay y Peixe.

La ciudad de Marcelino Ramos se encuentra a orillas del río Uruguay en su formación inicial, formado por la confluencia de los ríos Pelotas y do Peixe, en el límite con el estado de Santa Catarina.
Durante décadas se debate cual es la naciente del río Uruguay. La geografía oficial brasileña adopta la unión de los ríos Canoas e Pelotas, pero los que viven en la región del Alto Uruguay adoptan la confluencia del río do Peixe con el río Pelotas como la naciente del río Uruguay.
Además, se registra en los documentos referentes a las propiedades rurales, emitidas por el estado de Rio Grande do Sul (en la época del gobierno de Antônio Augusto Borges de Medeiros), como la naciente del Uruguay la confluencia de los ríos Pelotas y do Peixe.
- Datos: Q1757733
- Multimedia: Marcelino Ramos / Q1757733

1. ↑  Worldpostalcodes.org,código postal n.º 99800-000.